# Galatasaray Istanbul/Saison 1935/36
Die Saison 1935/36 von Galatasaray Istanbul war die 30. Saison in der Vereinsgeschichte und die 22. Saison in der İstanbul Futbol Ligi. Der Klub beendete die Saison auf dem 2. Platz.

## Personalien

### Kader
| Nat.       | Name                   |
| Torhüter   | Torhüter               |
| ---------- | ---------------------- |
| Turkei     | Hızır Hantal           |
| Turkei     | Avni Kurgan            |
| Turkei     | Sacit Öğet             |
| Turkei     | Sabahattin Bey         |
| Abwehr     |                        |
| Turkei     | Lütfü Aksoy            |
| Turkei     | Osman Alyanak          |
| Turkei     | Reşat Erkal            |
| Turkei     | Salim Şatıroğlu        |
| Mittelfeld |                        |
| Turkei     | Bekir Arun             |
| Turkei     | Suavi Atasagun         |
| Turkei     | Yusuf Bahadir          |
| Turkei     | Fahir Bekdik           |
| Turkei     | Nihat Bekdik           |
| Turkei     | Kadri Dağ              |
| Turkei     | Finlandiyalı Hayrullah |
| Turkei     | Hüseyin Şakir          |
| Turkei     | Hicri Yüce             |
| Angriff    |                        |
| Turkei     | Eşfak Aykaç            |
| Turkei     | Fetih Bey              |
| Turkei     | Adnan Bindal           |
| Turkei     | Haşim Birkan           |
| Turkei     | Salahattin Buda        |
| Turkei     | Necdet Cici            |
| Turkei     | Bülent Ediz            |
| Turkei     | Gündüz Kılıç           |
| Turkei     | Mehmet Leblebi         |
| Turkei     | Necdet Olcay           |
| Turkei     | Fazıl Özkaptan         |
| Turkei     | Danyal Vuran           |

## Saison
Alle Ergebnisse aus Sicht von Galatasaray Istanbul.
Die Tabelle listet alle İstanbul-Futbol-Ligi des Vereins der Saison 1935/36 auf. Siege sind grün, Unentschieden gelb und Niederlagen rot markiert.

### İstanbul Futbol Ligi
| ST | Datum             | Gegner              | Ort                        | Ergebnis   | Tor(e) für Galatasaray Istanbul | Karte(n) für Galatasaray Istanbul |
| -- | ----------------- | ------------------- | -------------------------- | ---------- | --- | --------------------------------- |
| 01 | 17. November 1935 | Süleymaniye         | Taksim-Stadion, Istanbul   | 10:1 (3:1) | 1:1 Kılıç (6.), 2:1 Kılıç (20.), 3:1 Kaptan (21.), 4:1 Cici (49. Elfmeter), 5:1 Kılıç (57.), 6:1 Dağ (60.), 7:1 Cici (61.), 8:1 Özkaptan (63.), 9:1 Kılıç (67.), 10:1 Kılıç (81.) | keine                             |
| 02 | 24. November 1935 | Istanbulspor        | Taksim-Stadion, Istanbul   | 0:0        | keine | keine                             |
| 03 | 1. Dezember 1935  | Güneş SK 1          | Taksim-Stadion, Istanbul   | 6:2 (3:0)  | 1:0 Alyanak (19. Elfmeter), 2:0 Şatıroğlu (30.), 3:0 Vuran (42.), 4:0 Kılıç (49.), 5:0 Şatıroğlu (61.), 6:1 Kılıç (65.)                                                           | Dağ (69.), Vuran (75.)            |
| 04 | 15. Dezember 1935 | Anadolu             | Taksim-Stadion, Istanbul   | 5:0 (1:0)  | 1:0 Kılıç (40.), 2:0 Vuran (47.), 3:0 Buda (54.), 4:0 Atasagun (57.), 5:0 Özkaptan (78.)                                                                                          | keine                             |
| 05 | 22. Dezember 1935 | Beykozspor          | Taksim-Stadion, Istanbul   | 2:0 (0:0)  | 1:0 Atasagun (80. Elfmeter), 2:0 Şatıroğlu (88.) | keine                             |
| 06 | 29. Dezember 1935 | Vefa Istanbul       | Taksim-Stadion, Istanbul   | 2:1 (1:0)  | 1:0 Kılıç (40.), 2:0 Ediz (51.) | keine                             |
| 07 | 12. Januar 1936   | Hilal SK            | Taksim-Stadion, Istanbul   | 5:1 (1:1)  | 1:1 Cici (39. Elfmeter), 2:1 Aykaç (57.), 3:1 Şatıroğlu (64.), 4:1 Şatıroğlu (70.), 5:1 Aykaç (82.)                                                                               | keine                             |
| 08 | 19. Januar 1936   | Eyüpspor            | Taksim-Stadion, Istanbul   | 7:2 (0:0)  | 1:0 Ediz (54.), 2:0 Kılıç (57.), 3:1 Aykaç (65.), 4:1 Cici (69. Elfmeter), 5:1 Cici (72. Elfmeter), 6:1 Aykaç (80.), 7:1 Cici (83. Elfmeter)                                      | keine                             |
| 09 | 26. Januar 1936   | Beşiktaş Istanbul   | Şeref Stadyumu, Istanbul   | 2:3 (1:2)  | 1:0 Kılıç (2.), 2:2 Vuran (68.) | keine                             |
| 10 | 2. Februar 1936   | Topkapı SK          | Taksim-Stadion, Istanbul   | 4:1 (2:1)  | 1:0 Ediz (3.), 2:0 Ediz (22.), 3:1 Cici (80.), 4:1 Şatıroğlu (86.) | keine                             |
| 11 | 23. Februar 1936  | Fenerbahçe Istanbul | Fenerbahçe Stadı, Istanbul | 1:6 (1:3)  | 1:2 Cici (29. Elfmeter) | keine                             |
| 12 | 15. März 1936     | Hilal SK            | Taksim-Stadion, Istanbul   | 3:0 (2:0)  | 1:0 Aykaç (23.), 2:0 Ediz (71.), 3:0 Fethi Bey (78.) | keine                             |
| 13 | 22. März 1936     | Topkapı SK          | Taksim-Stadion, Istanbul   | 2:1 (1:1)  | 1:0 Ediz (19.), 2:1 Aykaç (80.) | keine                             |
| 14 | 29. März 1936     | Eyüpspor            | Taksim-Stadion, Istanbul   | 5:0 (1:0)  | 1:0 Aykaç (22.), 2:0 Ediz (53.), 3:0 Cici (58. Elfmeter), 4:0 Cici (71.), 5:0 Ediz (86.)                                                                                          | keine                             |
| 15 | 5. April 1936     | Istanbulspor        | Taksim-Stadion, Istanbul   | 5:1 (1:1)  | 1:1 Aykaç (33.), 2:1 Ediz (65.), 3:1 Cici (70.), 4:1 Erkal (74. Elfmeter), 5:1 Vuran (87.)                                                                                        | keine                             |
| 16 | 12. April 1936    | Anadolu             | Taksim-Stadion, Istanbul   | 4:3 (3:1)  | 1:0 Ediz (12.), 2:0 Cici (36. Elfmeter), 3:1 Aykaç (44.), 4:2 Dağ (72.) | keine                             |
| 17 | 19. April 1936    | Fenerbahçe Istanbul | Taksim-Stadion, Istanbul   | 0:1 (0:1)  | keine | keine                             |
| 18 | 10. Mai 1936      | Beykozspor          | Taksim-Stadion, Istanbul   | 5:0 (2:0)  | 1:0 Birkan (32.), 2:0 Kılıç (41.), 3:0 Cici (57.), 4:0 Aykaç (75.), 5:0 Kılıç (83.)                                                                                               | keine                             |
| 19 | 17. Mai 1936      | Süleymaniye         | Taksim-Stadion, Istanbul   | 4:1 (3:0)  | 1:0 Kılıç (32.), 2:0 Aykaç (28.), 3:0 Cici (42.), 4:1 Cici (76.) | keine                             |
| 20 | 14. Juni 1936     | Vefa Istanbul       | Taksim-Stadion, Istanbul   | 3:0 (1:0)  | 1:0 Birkan (44.), 2:0 Ediz (66.), 3:0 Kılıç (71.) | keine                             |
| 21 | 21. Juni 1936     | Beşiktaş Istanbul   | Taksim-Stadion, Istanbul   | 2:1 (0:0)  | 1:0 Kılıç (57.), 2:0 Ediz (59.) | keine                             |

### Fenerbahçe Galatasaray Bayramı
Das Spiel fand anlässlich des 28-jährigen Bestehens von Fenerbahçe Istanbul statt.
| Datum        | Gegner              | Ort                        | Ergebnis  | Tor(e) für Galatasaray Istanbul                  |
| ------------ | ------------------- | -------------------------- | --------- | ------------------------------------------------ |
| 5. Juli 1936 | Fenerbahçe Istanbul | Fenerbahçe Stadı, Istanbul | 3:2 (2:0) | 1:0 Ediz (10.), 2:0 Vuran (20.), 3:0 Kılıç (25.) |

## Spielerstatistiken
| Lütfü Aksoy            | 19 | 0  | 0 | 0 |
| Osman Alyanak          | 11 | 1  | 0 | 0 |
| Bekir Arun             | 2  | 0  | 0 | 0 |
| Suavi Atasagun         | 19 | 2  | 0 | 0 |
| Eşfak Aykaç            | 11 | 11 | 0 | 0 |
| Yusuf Bahadır          | 1  | 0  | 0 | 0 |
| Fahir Bekdik           | 10 | 0  | 0 | 0 |
| Nihat Bekdik           | 7  | 0  | 0 | 0 |
| Fethi Bey              | 1  | 1  | 0 | 0 |
| Sabahattin Bey         | 4  | 0  | 0 | 0 |
| Adnan Bindal           | 2  | 0  | 0 | 0 |
| Haşim Birkan           | 5  | 2  | 0 | 0 |
| Salahattin Buda        | 4  | 1  | 0 | 0 |
| Necdet Cici            | 16 | 15 | 0 | 1 |
| Kadri Dağ              | 12 | 2  | 0 | 1 |
| Bülent Ediz            | 12 | 11 | 0 | 0 |
| Reşat Erkal            | 10 | 1  | 0 | 0 |
| Hızır Hantal           | 1  | 0  | 0 | 0 |
| Finlandiyalı Hayrullah | 6  | 0  | 0 | 0 |
| Gündüz Kılıç           | 12 | 16 | 0 | 0 |
| Avni Kurgan            | 15 | 0  | 0 | 0 |
| Mehmet Leblebi         | 1  | 0  | 0 | 0 |
| Sacit Öğet             | 1  | 0  | 0 | 0 |
| Fazıl Özkaptan         | 15 | 3  | 0 | 0 |
| Hüseyin Şakir          | 3  | 0  | 0 | 0 |
| Salim Şatıroğlu        | 12 | 6  | 0 | 0 |
| Danyal Vuran           | 17 | 5  | 0 | 1 |
| Hicri Yüce             | 2  | 0  | 0 | 0 |